# Ханс Гайгер
Ханс Гайгер (на немски: Johannes (Hans) Wilhelm Geiger) е германски физик с експериментаторска дарба – един от плеядата германски учени, допринесли за развитието на ядрената физика. Днес изследванията му са в основата на повечето методи за измерване на използваните в медицината йонизиращи лъчения. Известен е най-вече с изобретяването на Гайгеровия брояч и на усъвършенствания вариант на датчика му Гайгер-Мюлерова тръба – детектор на продукти на радиоактивния разпад.

## Биография
Той е едно от 5-те деца в семейство на професор. Започва да следва математика и физика през 1902 г. в университета на Ерланген и защитава докторат през 1906 г., въз основа на който бива приет за асистент по физика на Артър Шустер (германски евреин) в университета в Манчестър. След пенсионирането на Шустер продължава при наследилия го Ърнест Ръдърфорд. Ръдърфорд преценява добре способностите на Гайгер и му възлага много повече изследователска работа, отколкото преподавателска.
През 1908 г. Ханс Гайгер създава гореспоменатия брояч. През 1909 г. заедно с новопостъпилия младеж Ърнест Марсдън провежда прочутия експеримент Гайгер-Марсдън, който променя тогавашната представа за атома и посочва, че атомът има ядро. Една класация поставя експеримента сред 10-те най-красиви физични експерименти за всички времена. През следващите две години Ръдърфорд успява да обясни теоретично експеримента и през 1911 г. предлага планетарния модел на атома.
През 1911 г. Гайгер и Джон Митчел Нътол формулират Закона Гайгер-Нътол, според който константата на разпада на един радиоактивен изотоп може да се определи с енергията на емитираните алфа-частици.
След завръщането си в Германия през 1912 г. Гайгер заема ръководни университетски постове последователно в имперското физико-технологично учебно заведение в Берлин, където се хабилитира, след това в Кил като професор (от 1925 г.), в Тюбинген (от 1929 г.) и отново в Берлин от 1936 г. до края на живота си. Лекциите му са увлекателни и атрактивни и в Берлинското техническо висше училище ги наричат „Вариете Гайгер“ . Посещават ги дори студенти от други факултети. От 1935 г. Гайгер е член на Германската академия на естествоизпитателите „Леополдина“.
Гайгер оказва благотворно влияние върху младшите си сътрудници, най-известните от които са Джеймс Чадуик, Валтер Боте и Валтер Мюлер.
Младият Чадуик пристига от Манчестер в Берлин заедно с Гайгер и под негово ръководство развива експериментаторските си умения. Впоследствие в Англия открива неутрона и през 1935 г. получава Нобелова награда за това.
Боте работи под ръководството на Гайгер до 1925 г. и го наследява в Берлинската лаборатория след като Гайгер се премества в Кил. През 1924 г. двамата изследват ефекта на Комптън, потвърждават квантовата теория и създават метода на съвпаденията за регистриране на частици със зададени между тях корелации в пространството и времето. За този метод и направените с негова помощ открития Боте получава Нобелова награда през 1954 г. По това време Гайгер вече е починал.
Мюлер е докторант при Гайгер в университета на Кил. През 1928 г. двамата усъвършенстват датчика на Гайгеровия брояч, увеличават чувствителността му и той започва да разпознава и бета-лъчи, както и йонизиращи фотони. Новата подобрена версия е наречена на двамата – Гайгер-Мюлеров брояч, а Кралското дружество в Лондон присъжда на Гайгер медала Хюз (The Hughes Medal) за 1929 г. Впоследствие Мюлер успешно работи като индустриален физик за различни предприятия в Германия, Австралия и САЩ.
Когато се пише за Гайгер, често се отправят критики за поведението му по време на нацисткия режим. Например, описва се как в Тюбинген, след като е бил помолен за помощ, той е отказал да се застъпи за уволнен колега, чиято майка била еврейка.
Като един от водещите учени в немската ядрена физика, през 1939 г. Гайгер е включен в състава на т.нар. Уранов клуб (Uranverein). Клубът е част от нацисткия проект за създаването на атомно оръжие, чийто еквивалент в Америка, в много по-големи мащаби, е проектът „Манхатън“. Поради липса на индустриален капацитет през последните години на войната обаче, в Германия не можа да бъде създадена атомна бомба.
В интерес на справедливостта трябва да се спомене фактът, че в края на 1936 г. Ханс Гайгер, Вернер Хайзенберг и Макс Вин съставят меморандум, в който се опълчват срещу преследването на учените по страниците на национал-социалистическия печат, причиняващо отлив на студентите от специалностите теоретична и експериментална физика. Меморандумът е подписан от 75 физици и има успех. Атаките по вестниците спират.
Също така, след войната става ясно, че Гайгер се е застъпил за една студентка – половин еврейка (на основата, че баща ѝ е бил лекар по време на Първата световна война) и тя е могла да посещава лекциите му като слушател и да се дипломира при него през 1940 г.. Ернст Щулингер пише: „Едва много по-късно стана известно, че професор Гайгер тогава чрез своите приятелски връзки с Лорд Ръдърфорд и други влиятелни англичани е помогнал на някои от своите, принудени да емигрират, нещастни колеги да изградят едно ново съществуване в чужбина“.
През последните си години Гайгер е повален от остра форма на ревматизъм, придобит в окопите по време на Първата световна война, и е принуден да работи у дома си. Постепенно усложненията от болестта надделяват и Гайгер умира на една все още добра за творчество възраст (63 години) на 24 септември 1945 г.
Макар и неполучил Нобелова награда за своите приноси в науката, Ханс Гайгер увековечава името си с Гайгеровия брояч, който, заедно с неговите по-нататъшни усъвършенствания, е спасил или удължил живота на многобройни учени, специалисти, военни и редови хора, работили или попаднали в радиационна среда.